# Smokin' in the pit
Smokin' in the pit est un album de jazz, enregistré par le groupe Steps Ahead en 1980 et produit par Mike Mainieri.

## Liste des titres

### Disque 1
1. Tee Bag
2. Uncle Bob (New Addition)
3. Fawlty Tenors
4. Lover Man
5. Fawlty Tenors (Alternate Take)
6. Song To Seth
7. Momento (New Addition)

### Disque 2
1. Young And Fine
2. Not Ethiopia
3. Soul Eyes
4. Recordame (New Addition)
5. Not Ethiopia (Alternate Take)
6. Saras Touch

## Liste des participants
- Mike Mainieri: producteur, vibraphone, midi vibraharpe
- Michael Brecker : saxophone
- Don Grolnick: piano
- Eddie Gomez: contrebasse
- Steve Gadd: batterie
- Kazumi Watanabe: guitare électrique